# Odell Beckham Jr.
Odell Cornelious Beckham Jr. (nascido em 5 de novembro de 1992) é um jogador de futebol americano que joga na National Football League (NFL). Nascido em Baton Rouge, Luisiana, Beckham jogou futebol americano universitário na Louisiana State University (LSU), e foi escolhido pelos Giants na primeira rodada do Draft da NFL de 2014 na 12ª escolha geral. Desde que entrou na NFL, Beckham tem sido um dos jogadores mais produtivos e populares, ele tem atraído a atenção da mídia por sua conduta dentro e fora do campo.
Beckham foi titular na Final Nacional da BCS de 2012 em seu primeiro ano jogando pelo LSU Tigers e ganhou o Prêmio Paul Hornung após sua terceira temporada em 2013. Em sua primeira temporada com o New York Giants, Beckham quebrou vários recordes de novatos da NFL, apesar de não jogar nos primeiros quatro jogos da temporada devido a lesão. Beckham tornou-se o primeiro jogador a registrar mais de 75 recepções, 1.100 jardas e dez touchdowns em uma temporada de estreia e quebrou o recorde de novatos para de média de jardas recebidas por jogo. Durante a semana 12 de sua primeira temporada, Beckham chamou a atenção nacional quando ele fez uma recepção para touchdown com uma mão em um jogo do Sunday Night Football contra o Dallas Cowboys, que inúmeros especialistas e atletas chamaram de "a maior recepção já feita". Beckham ganhou o prêmio de Novato do Ano de 2014.
Em 2016, ele se tornou o jogador mais rápido na história da NFL a alcançar 200 recepções na carreira e 4.000 jardas na carreira. Em 2016, ele teve sua primeira temporada com 100 recepções e chegou aos playoffs da NFL pela primeira vez em sua carreira, depois de ajudar os Giants a conquistar uma campanha de 11-5 na temporada. Beckham foi nomeado pro Pro Bowl em cada uma de suas três primeiras temporadas na NFL e foi nomeado pro segundo time All-Pro duas vezes.

## Primeiros anos
Beckham nasceu em Baton Rouge, Louisiana. Ele frequentou a Isidore Newman School, em New Orleans, Louisiana, onde ele praticou futebol americano, basquete e atletismo. 
No futebol americano, ele jogava como wide receiver, quarterback, running back e cornerback no time de futebol Greenies. Em seu terceiro ano, ele recebeu 45 passes para 743 jardas e 10 touchdowns. Em seu último ano, ele conseguiu 50 recepções para 1.010 jardas e 19 touchdowns, juntando-se a Cooper Manning como os dois únicos jogadores na história da escola a registrar 1.000 jardas de recepção em uma temporada. Além disso, ele correu para 331 jardas e seis touchdowns, lançou para 90 jardas e teve uma média de 30,0 jardas por retorno de punt.
Ele foi nomeado para a lista do Blue-Chip do Times Picayune de 2011 e para o time principal de Louisiana 2A All-State como um wide receiver, enquanto ele também ganhou o prêmio de MVP Ofensivo do Distrito 9-2A e uma vaga na Super Dozen do The Advocate.
Beckham jogou em todos os quatro anos na equipe de basquete e foi uma seleção de todos os distritos em seu terceiro e no último ano. Como um atleta de atletismo de destaque, Beckham seguiu os passos de sua mãe para se destacar nos eventos de corrida e salto. Ele levou a medalha de prata no evento de salto em distancia no Newman Invitational de 2010 com um salto de 6,83 metros. No LA 2A State Meet de 2010, ele ganhou o sexto lugar no 200 metros, com um tempo de 22,31 segundos, e no salto em distancia, com um salto de 6,71 metros. Ele também foi membro das equipes de revezamento 4 × 100 e 4 × 200 m.
Beckham também jogou futebol quando estava crescendo e considera o jogador inglês David Beckham, seu ídolo de infância. Seus treinadores de futebol deram a Beckham a chance de tentar uma vaga no programa da seleção nacional, mas ele não queria gastar o tempo necessário no exterior, considerando seus talentos em outros esportes.
Considerado um recruta de quatro estrelas pelo Rivals.com e pelo Scout.com, Beckham foi classificado como o sexto melhor wide receiver e como o jogador de número 40 do país. Ele escolheu a Louisiana State University (LSU) e rejeitou Ole Miss, Nebraska, Tulane e Tulsa, entre outras. Ele também jogou no All-American Bowl do Exército Americano de 2011.

## Carreira da Faculdade

### Temporada de 2011
Como um calouro da LSU em 2011, Beckham foi titular em 9 dos 14 jogos. Ele fez sua estreia em 3 de setembro de 2011 contra o Oregon Ducks, onde ele teve duas recepções para 10 jardas. Contra West Virginia Mountaineers em 24 de setembro, Beckham marcou seu primeiro touchdown em uma recepção de 52 jardas. 
No Campeonato da SEC contra Georgia Bulldogs, Beckham não teve recepções mas teve dois retornos de punt. Os Tigers chegaram na Final Nacional da BCS na temporada de calouro de Beckham. No jogo, que foi uma revanche contra o Alabama Crimson Tide, Beckham teve cinco recepções para 38 jardas na derrota por 21-0. 
No geral, em sua primeira temporada, Beckham registrou 41 recepções para 475 jardas e dois touchdowns. Ele foi nomeado um calouro da All-SEC.

### Temporada de 2012
Em seu segundo ano, Beckham foi titular em 12 dos 13 jogos. Na abertura da temporada contra North Texas Mean Green, ele teve seu primeiro touchdown em um retorno de punt em um retorno de 70 jardas no primeiro quarto. Em 29 de setembro, ele teve seu primeiro jogo para mais de 100 jardas contra os Towson Tigers. Ele teve cinco recepções para 128 jardas e dois touchdowns na vitória por 38-22 sobre os Tigers. Em 17 de novembro, contra o rival da SEC, West Ole Miss, ele teve apenas duas recepções para 13 jardas, mas ele teve um touchdown de retorno de punt de 89 jardas no quarto quarto para empatar o jogo. Os Tigers acabariam batendo os Rebels por 41-35. 
Ele terminou em primeiro lugar na equipe em jardas com 713 e em segundo lugar em recepções com 43, apenas atrás das 56 recepções de Jarvis Landry.

### Temporada de 2013
Em seu terceiro ano, ele combinou com Jarvis Landry para formar um dos melhores duos de wide receiver no futebol universitário. Em 7 de setembro, no jogo contra a UAB, Beckham teve cinco recepções para 136 jardas e três touchdowns e retornou uma tentativa falhada de field goal para 109 jardas e um touchdown. Em 5 de outubro, contra SEC Mississippi, rival da SEC West, Beckham teve 179 jardas com dois touchdowns. Contra Furman Paladins em 26 de outubro, Beckham teve seis recepções para 204 jardas e dois touchdowns. 
Ele foi do primeiro e do segundo time da seleção All-Southeastern Conference (SEC). Em seu papel como ride receiver e especialista em retorno, Beckham foi nomeado o vencedor do Paul Hornung Award de 2013, prêmio dado anualmente para o jogador mais versátil no futebol universitário.
Ele terminou a temporada de 2013 com 57 recepções para 1.117 jardas e oito touchdowns. Ele liderou a SEC com 32 retornos de kickoff para 845 jardas na temporada de 2013.
Após a temporada, ele decidiu abrir mão de sua última temporada e entrar no Draft da NFL de 2014.
Estatísticas da Faculdade
| Temporada | Temporada | Recepções | Recepções | Recepções | Recepções | Recepções | Corridas | Corridas | Corridas | Corridas | Retorno de Punt | Retorno de Punt | Retorno de Punt | Retorno de Kickoff | Retorno de Kickoff | Retorno de Kickoff |
| --------- | --------- | --------- | --------- | --------- | --------- | --------- | -------- | -------- | -------- | -------- | --------------- | --------------- | --------------- | ------------------ | ------------------ | ------------------ |
| Ano       | Faculdade | Rec       | Jardas    | Média     | Gnl       | TD        | Ten      | Jardas   | Avg      | TD       | PR              | Jardas          | TD              | KR                 | Jardas             | TD                 |
| 2011      | LSU       | 41        | 475       | 11,6      | 52        | 2         | 2        | 19       | 9,5      | 0        | 14              | 77              | 0               | 5                  | 120                | 0                  |
| 2012      | LSU       | 43        | 713       | 16,6      | 56        | 2         | 0        | 0        | 0        | 0        | 35              | 320             | 2               | 5                  | 79                 | 0                  |
| 2013      | LSU       | 59        | 1 152     | 19 5      | 63        | 8         | 5        | 58       | 11,6     | 0        | 19              | 160             | 0               | 32                 | 845                | 0                  |

## Carreira Profissional
| Altura                          | Peso  | Comprimento do braço | Tamanho da mão | Corrida de 40 jardas | Corrida de 10 jardas | Corrida de 20 jardas | 20-ss  | 3-cone | Salto Vertical | Amplo  | BP           |
| ------------------------------- | ----- | -------------------- | -------------- | -------------------- | -------------------- | -------------------- | ------ | ------ | -------------- | ------ | ------------ |
| 1.81 m                          | 90 kg | 0.83 m               | 0,25 m         | 4.43 s               | 1.50 s               | 2.52 s               | 3.94 s | 6.69 s | 0.98 m         | 2.90 m | 7 repetições |
| Todos os valores da NFL Combine |       |                      |                |                      |                      |                      |        |        |                |        |              |

### New York Giants

#### Temporada de 2014
Beckham foi selecionado pelo New York Giants na 12ª escolha da primeira rodada do draft da NFL de 2014. Ele foi o terceiro wide receiver a ser selecionado naquele ano. Ele assinou um contrato com os Giants em 19 de maio de 2014.
Depois de perder a maioria dos treinamentos da pré-temporada e os primeiros quatro jogos da temporada por causa de uma lesão no tendão, Beckham fez sua estreia em 5 de outubro de 2014, contra o Atlanta Falcons, registrando quatro recepções para 44 jardas e um touchdown. Em seu primeiro jogo de Monday Night Football contra o Indianapolis Colts, Beckham recebeu 8 passes para 156 jardas. Contra Seattle Seahawks na semana 10, ele pegou 7 passes para 108 jardas.
Em 23 de novembro de 2014, durante um jogo contra o Dallas Cowboys no Sunday Night Football, Beckham teve 10 capturas para 146 jardas e dois touchdowns, incluindo uma recepção para touchdown com uma mão só que foi chamada de "recepção do ano". Cris Collinsworth, Tony Dungy, Victor Cruz e LeBron James disseram que foi a melhor recepções de todos os tempos. Os Giants ainda perderam esse jogo devido a um passe de Tony Romo para Dez Bryant fazer o touchdown da vitória. Em 8 de dezembro de 2014, o Hall da Fama do Futebol Americano Profissional colocou a camiseta de Beckham nesse jogo em exibição.
Beckham terminou novembro com 38 recepções, 593 jardas e 2 touchdowns. Ele teve pelo menos 90 jardas em todos os cinco jogos em novembro, estabelecendo um recorde de novato da NFL em um mês. Ele também quebrou o recorde de novatos de Bill Groman e Randy Moss para jogos consecutivos com 90 ou mais jardas em uma temporada. Na semana 14, Beckham ampliou sua sequência de 90 jardas para 6 jogos, registrando 11 recepções para 131 jardas e um touchdown contra o Tennessee Titans. Ele também se juntou a Bill Groman como os únicos novatos a ter mais de 700 jardas em um período de seis jogos.
Em 14 de dezembro de 2014, Beckham se tornou o primeiro novato da NFL com pelo menos 12 recepções, 140 jardas e três touchdowns em um jogo. Com as suas 12 recepções, Beckham empatou com Mark Bavaro, no melhor jogo de um novato dos Giants; Bavaro fez 12 recepções contra o Cincinnati Bengals em 13 de outubro de 1985. O número de 143 jardas de Beckham marcou a quinta vez que ele superou 100 jardas durante a temporada de 2014, estendendo seu próprio recorde e estabelecendo um recorde de 90 jardas em sete jogos seguidos. Com 61 recepções ao longo de sete jogos, Beckham também estabeleceu o recorde de mais recepções por um novato da NFL em um período de sete jogos. Em 21 de dezembro de 2014, Beckham ampliou sua sequência de 90 ou mais jardas de recepção para 8 jogos quando acumulou 148 jardas em 8 recepções e também teve 2 touchdowns contra o St. Louis Rams, incluindo um touchdown de 80 jardas, a mais longa recepção para touchdown por um novato dos Giants. Ele também estendeu sua sequência de jogos com mais de 130 jardas e pelo menos um touchdowns em três jogos.
No final da temporada regular contra o Philadelphia Eagles, Beckham teve 185 jardas, esse foi o maior número de um novato em um jogo na história da franquia. Mark Bavaro detinha o recorde de 176 jardas contra os Bengals em 13 de outubro de 1985. Beckham também teve 12 recepções e um touchdown contra os Eagles, isso fez ele empatar com o recorde de Torry Holt com quatro jogos com mais de 10 recepções, mais de 100 jardas e 1 touchdown em uma temporada.
Beckham terminou sua impressionante primeira temporada com 91 recepções, 1.305 jardas e 12 touchdowns em apenas 12 jogos. Ele é o quarto novato na história da NFL a ter mais de 1.300 jardas em uma temporada e o único novato a ter pelo menos mais de 90 recepções e 10 touchdowns em uma temporada. Beckham foi nomeado para a reserva do Pro Bowl de 2015. Em 7 de janeiro de 2015, Beckham substituiu Calvin Johnson no Pro Bowl devido a uma lesão. Ele é o primeiro wide receiver dos Giants e o primeiro novatos dos Giants desde Jeremy Shockey em 2002 a ir para o Pro Bowl.
Beckham revelou após o jogo do Pro Bowl que durante a temporada de 2014 ele sofreu duas lesões antes da temporada, um ocorrendo em um treino de início da temporada e outro em um jogo de pré-temporada. Beckham declarou: "Eu nunca fiquei totalmente saudável, estava apenas tentando administrar mas ainda não está certo. [Eu] ainda estou trabalhando nisso".
Beckham recebeu inúmeros elogios depois da temporada, os jornalistas esportivos o aclamaram como um dos maiores novatos de todos os tempos. Em 31 de janeiro de 2015, Beckham foi nomeado como o Novato Ofensivo do Ano pela Associated Press. Ele também foi premiado com o prêmio de Novato Ofensivo do Ano da Pro Writers Association. 
Em 13 de maio de 2015, Beckham foi eleito para a capa do Madden NFL 16, batendo Rob Gronkowski do New England Patriots. Beckham é o jogador mais jovem a estampar a capa do Madden.

#### Temporada de 2015

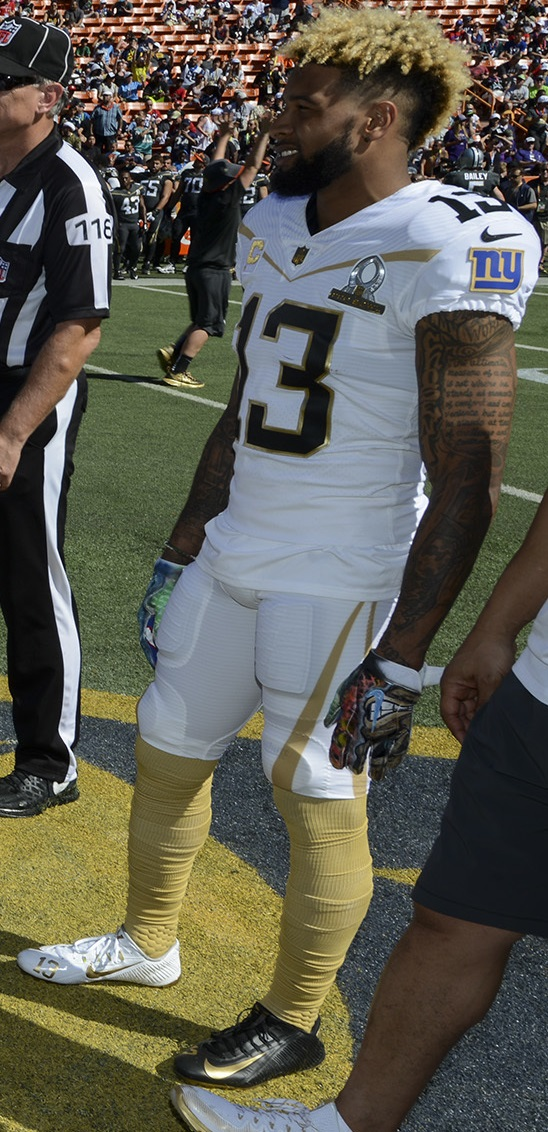
Beckham Jr. antes do Pro Bowl de 2016.

Na abertura da temporada contra o Dallas Cowboys em 13 de setembro, Beckham teve cinco recepções para 44 jardas na estreita derrota por 27-26. Beckham se recuperaria na semana seguinte contra o Atlanta Falcons com sete recepções por 146 jardas e um touchdown. Em 11 de outubro, contra o San Francisco 49ers, ele teve sete recepções para 121 jardas e um touchdown. Em uma vitória por 52-49 com o New Orleans Saints na semana 8, Beckham teve oito recepções para 130 jardas e três touchdowns. Seu desempenho contra o Saints foi o primeiro de seis jogos consecutivos com pelo menos 100 jardas.
Depois de ter 105 jardas contra o Tampa Bay Buccaneers no jogo seguinte, ele teve 104 jardas (o que incluiu um touchdown de 87 jardas) em uma derrota por 27-26 para o então invicto New England Patriots. No jogo seguinte, contra o Washington Redskins, ele teve nove recepções para 142 jardas e um touchdown. No próximo jogo, contra o New York Jets, ele teve seis recepções para 149 jardas e um touchdown. Contra o Miami Dolphins na semana 14, Beckham teve 166 jardas e dois touchdowns. 
Durante o jogo da semana 15 contra o Carolina Panthers, Beckham esteve envolvido em vários confrontos com o cornerback Josh Norman. Durante o confronto, Beckham foi marcado por quatro penalidades, incluindo três penalidades de falta pessoal. Beckham não teve recepções no primeiro tempo, mas terminou o jogo com seis recepções para 76 jardas, incluindo um touchdown quando os Giants perderam para os Panthers por 38-35. Em 21 de dezembro de 2015, o Comitê Disciplinar da NFL suspendeu Beckham por um jogo por várias violações das regras de jogo. Ele recorreu da decisão, mas a suspensão foi mantida.
Em 15 jogos, Beckham terminou a temporada com 1.450 jardas e 13 touchdowns. Ele foi selecionado para o Pro Bowl pelo segundo ano consecutivo e foi classificado em 10º lugar por seus colegas jogadores no NFL Top 100 Players de 2016.

#### Temporada de 2016
Beckham entrou na temporada de 2016 com um novo treinador, Ben McAdoo, depois que Tom Coughlin se demitiu. Em 17 de setembro, Beckham foi multado em US $ 12.154 por uma dança durante a semana 1 contra os Cowboys. Em 25 de setembro, ele foi multado em US $ 36.000 por um golpe no safety Kenny Vaccaro na semana 2 contra os Saints. Durante a semana 3 contra os Redskins, Beckham se tornou o primeiro jogador a atingir 200 recepções em apenas 30 jogos. Ele terminou o jogo com 121 jardas quando os Giants perderam o jogo por 27–29. Na semana 6, Beckham recebeu oito passes para 222 jardas com dois touchdowns contra o Baltimore Ravens, levando os Giants a uma vitória por 27-23.
Em 2016, Beckham foi titular em todos os 16 jogos pela primeira vez em sua carreira e terminou com 101 recepções, 1.367 jardas e 10 touchdowns. Ele foi uma selecionado para o Pro Bowl pelo terceiro ano consecutivo. Os Giants terminaram com uma campanha de 11-5 em 2016 e voltaram aos playoffs pela primeira vez desde 2011, mas perderam por 13-38 para o Green Bay Packers. Beckham teve quatro recepções por 28 jardas durante a derrota. Depois do jogo, um frustrado Beckham abriu um buraco na parede do vestiário, Os Giants concordaram em pagar o prejuízo e os reparos foram feitos 10 dias depois.
Ele foi classificado em oitavo por seus companheiros jogadores nos 100 Melhores Jogadores da NFL de 2017.

#### Temporada de 2017
Em 24 de abril de 2017, os Giants exerceram a opção de quinto ano no contrato de Beckham.
Atormentado por uma lesão no tornozelo, Beckham perdeu a primeira semana, mas retornou na semana 2 contra o Detroit Lions, terminando com 36 jardas quando os Giants perderam por 10-24. No jogo seguinte contra o Philadelphia Eagles, ele teve 79 jardas e dois touchdowns. 
Durante a semana 5 contra o Los Angeles Chargers, Beckham terminou com 97 jardas e um touchdown até sair do jogo com uma lesão na perna. Mais tarde foi revelado que ele sofreu uma fratura no tornozelo esquerdo. No dia seguinte, os Giants anunciaram que Beckham seria submetido a uma cirurgia para reparar a fratura, mantendo-o fora do restante da temporada de 2017.
Em quatro jogos, Beckham terminou a temporada com 25 recepções para 302 jardas e três touchdowns.

#### Temporada de 2018
Em 27 de agosto de 2018, Beckham assinou uma prorrogação de contrato de cinco anos no valor de US $ 95 milhões com os Giants, com US $ 41 milhões totalmente garantidos.
No seu primeiro jogo na volta da lesão, ele registrou 11 recepções para 111 jardas na derrota por 20-15 para o Jacksonville Jaguars. Na semana 7, no Monday Night Football, Odell conseguiu 8 recepções para 143 jardas e um touchdown na derrota por 23 a 20 perante o Atlanta Falcons. Na semana seguinte, foram mais 8 recepções para 136 jardas em outra derrota, por 20 a 13, para o Washington Redskins.
Sua performance na segunda metade da temporada declinou um pouco e muitos o acusaram de fazer "corpo mole", devido aos problemas que Odell estaria tendo com o quarterback Eli Manning e a diretoria do time. No final, ele perdeu os últimos quatro jogos da temporada devido a uma contusão. Terminou o ano com 77 recepções, 1 052 jardas e seis touchdowns.

### Cleveland Browns

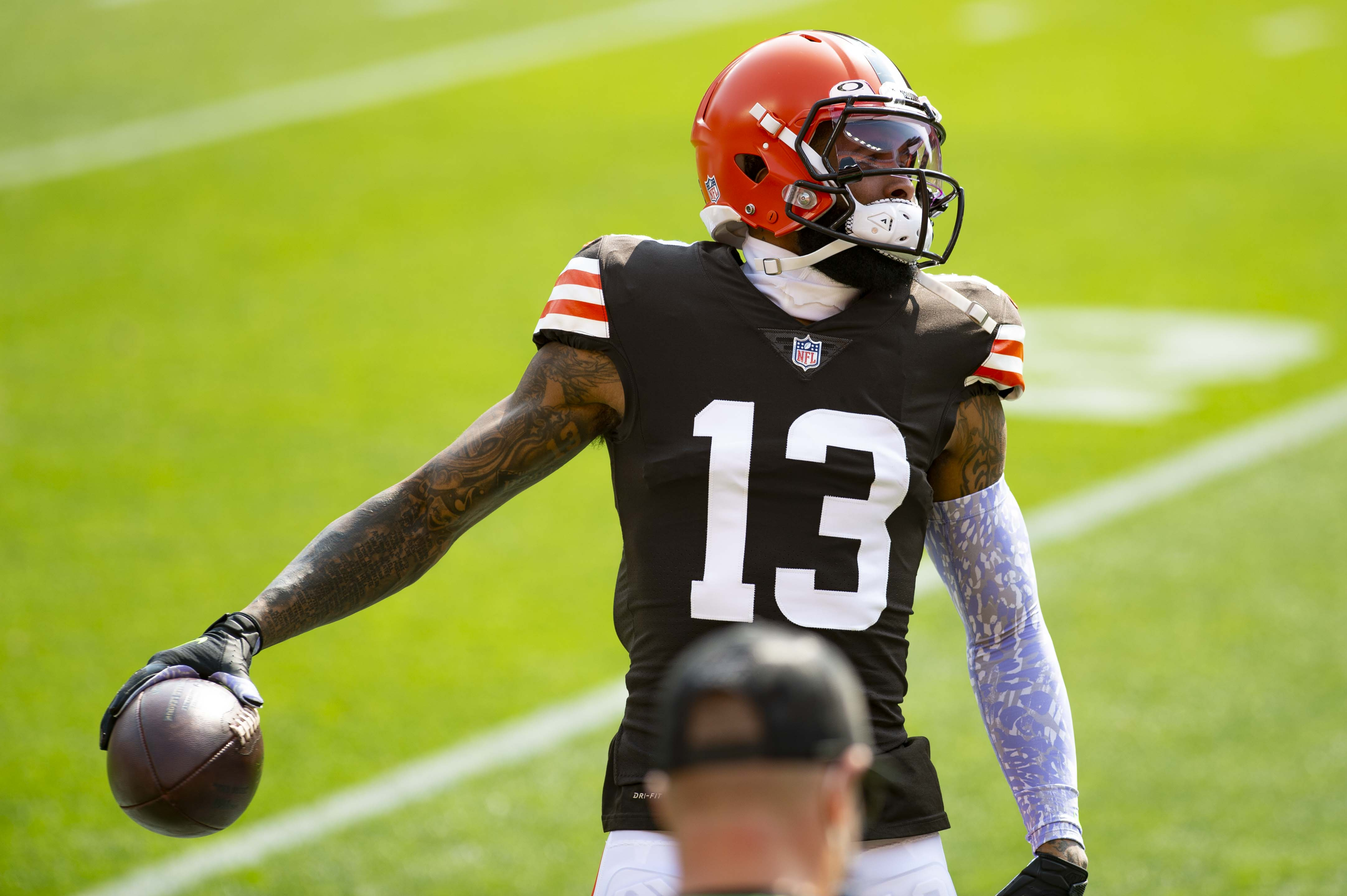
Odell Beckham Jr jogando com os Browns em 2020.

Após muitos rumores na imprensa e apesar de ter ganho uma extensão salarial no ano anterior, em março de 2019, Odell Beckham foi oficialmente trocado para o Cleveland Browns pelo do safety Jabrill Peppers e duas escolhas altas no draft de 2019. No seu primeiro ano, Beckham passou das 1 000 jardas pela quinta vez na carreira. Em 21 de janeiro de 2020, Beckham foi submetido a uma cirurgia no músculo central.
Beckham sofreu com contusões na temporada de 2020, participando de apenas sete jogos fazendo 23 recepções para 319 jardas e três touchdowns, a segunda pior marca da carreira.
O ano de 2021 viu a continuação do declínio nos números de Odell Beckham Jr. Depois de ser dispensado de dois dias de treinamento no início da semana após posts do seu pai nas redes sociais e LeBron James nas redes sociais gerar indignação. Ambos se manifestaram irritados com a forma como Beckham estava sendo usado no ataque. No começo de novembro, os Browns anunciaram que iriam dispensar Beckham.

### Los Angeles Rams
Em 11 de novembro de 2021, Beckham assinou um contrato de um ano com o Los Angeles Rams.
Com os Rams, Beckham marcou seu primeiro touchdown durante um jogo de pós-temporada em 17 de janeiro de 2022, na rodada de repescagem contra o Arizona Cardinals. Na final da NFC, Beckham fez 9 recepções para 113 jardas na vitória por 20 a 17 contra o San Francisco 49ers, ajudando os Rams a avançar para a final do campeonato.
No Super Bowl LVI, contra o Cincinnati Bengals, Odell Beckham marcou o primeiro touchdown do jogo, numa recepção de 17 jardas. Contudo, Odell deixou o jogo no segundo quarto com uma contusão no joelho e não viria a retornar aos campos naquela partida. Os Rams venceriam o jogo por 23 a 20, dando a Beckham seu primeiro anel de campeão do Super Bowl. No dia seguinte, foi revelado que ele havia sofrido um rompimento no ligamento cruzado anterior, menos de um ano e meio desde que ele rempeu o mesmo ligamento pela primeira vez com Cleveland em outubro de 2020, coincidentemente também contra os Bengals.

### Baltimore Ravens
Em 9 de abril de 2023, Beckham assinou um contrato de um ano com o Baltimore Ravens. Ele fez sua primeira recepção para touchdown com os Ravens no seu trigésimo-primeiro aniversário na vitória de 37 a 3, na semana 9, contra o Seattle Seahawks. Na semana 11, ele teve quatro recepções para 116 jardas, na vitória de 34 a 20 sobre o Cincinnati Bengals, que foi sua primeira partida com mais de 100 jardas de recepção desde 2021. Na temporada de 2023, ele apareceu em quatorze jogos, sendo seis deles como titular, fazendo 35 recepções para 565 jardas e três touchdowns.

### Miami Dolphins
Em 8 de maio de 2024, Beckham assinou um contrato de um ano com o Miami Dolphins. Ele foi colocado na lista de machucados no começo da temporada após uma cirurgia para tratar de uma contusão não especificada Ele foi ativado no elenco principal em 5 de outubro.
Em 13 de dezembro, Beckham foi dispensado pelos Dolphins.

### Estatísticas da NFL
| Temporada | Time     | Jogos | Jogos | Recebendo | Recebendo | Recebendo | Recebendo | Recebendo | Correndo | Correndo | Correndo | Correndo | Correndo | Fumbles | Fumbles  |
| Temporada | Time     | J     | JT    | Rec       | Jardas    | Média     | Lng       | TD        | Ten      | Jardas   | Média    | Lng      | TD       | Fum     | Perdidos |
| --------- | -------- | ----- | ----- | --------- | --------- | --------- | --------- | --------- | -------- | -------- | -------- | -------- | -------- | ------- | -------- |
| 2014      | NYG      | 12    | 11    | 91        | 1 305     | 14,3      | 80        | 12        | 7        | 35       | 5,0      | 13       | 0        | 1       | 1        |
| 2015      | NYG      | 15    | 15    | 96        | 1 450     | 15,1      | 87        | 13        | 1        | 3        | 3,0      | 3        | 0        | 2       | 0        |
| 2016      | NYG      | 16    | 16    | 101       | 1 367     | 13,5      | 75        | 10        | 1        | 9        | 9,0      | 9        | 0        | 3       | 1        |
| 2017      | NYG      | 4     | 2     | 25        | 302       | 12,1      | 48        | 3         | 1        | 8        | 8,0      | 8        | 0        | 0       | 0        |
| 2018      | NYG      | 12    | 12    | 77        | 1 052     | 13,7      | 51        | 6         | 5        | 19       | 3,8      | 11       | 0        | 2       | 1        |
| 2019      | CLE      | 16    | 16    | 74        | 1 035     | 14,0      | 89E       | 4         | 3        | 10       | 3,3      | 11       | 0        | 1       | 1        |
| 2020      | CLE      | 7     | 7     | 23        | 319       | 13,9      | 43        | 3         | 3        | 72       | 24,0     | 50       | 1        | 0       | 0        |
| 2021      | CLE      | 6     | 6     | 17        | 232       | 13,6      | 26        | 0         | 2        | 14       | 7,0      | 10       | 0        | 0       | 0        |
| 2021      | LAR      | 8     | 7     | 27        | 305       | 11,3      | 54E       | 5         | 0        | 0        | 0,0      | 0        | 0        | 0       | 0        |
| 2023      | BAL      | 14    | 6     | 35        | 565       | 16,1      | 51        | 3         | 0        | 0        | 0,0      | 0        | 0        | 1       | 1        |
| 2024      | MIA      | 9     | 0     | 9         | 55        | 6,1       | 11        | 0         | 0        | 0        | 0,0      | 0        | 0        | 0       | 0        |
| Carreira  | Carreira | 119   | 97    | 575       | 7 987     | 13,9      | 89E       | 59        | 23       | 170      | 7,4      | 50E      | 1        | 10      | 5        |

### Recordes do Nova York Giants
- Mais jardas em uma temporada como novato: 1.305
- Mais  recepções na temporada como novato: 91
- Mais  recepções em um jogo como wide receiver novato: 12 (vs. Washington Redskins na Semana 15 de 2014)
- Mais  recepções em um jogo como novato de qualquer posição: 12 (empatado com  Mark Bavaro)
- Mais  jogos com mais de 100 jardas como novato: 7
- Mais  jogos com +125 jardas como novato: 6
- Mais  jogos com +150 jardas como novato: 2
- Mais jogos com +10 recepções como novato: 4
- Mais jogos com +2 recepções para touchdown como novato: 4
- Mais  jardas em casa como novato: 767
- Mais recepções em casa como novato: 52
- Média mais alta de jardas por jogo na temporada: 108.8
- Mais jardas por recepção (min. 50 recepções) como novato: 14.34
- Mais recepções para touchdown em um jogo como novato: 3 (vs. Redskins na Semana 15 de 2014)

### Recordes na NFL
- Mais rápido a chegar as 250 recepções na carreira (38 jogos)
- Mais rápido a chegar as 200 recepções na carreira (30 jogos)
- Mais rápido a chegar as 150 recepções na carreira (21 jogos)
- Mais rápido a chegar as 100 recepções na carreira (14 jogos)
- Mais rápido a chegar as 4.000 jardas na carreira (42 jogos, empatado com Lance Alworth)
- Mais rápido a chegar as 3.500 jardas na carreira (35 jogos)
- Mais rápido a chegar as 3.000 jardas na carreira (30 jogos)
- Mais  jogos com +125 jardas nas três primeiras temporadas (13)
- Mais jardas em suas duas primeiras temporadas: 2,744
- Mais  recepções nos 15 primeiros jogos da carreira: 110
- Mais  jogos consecutivos com mais de 130 jardas e 1  touchdown: 4 (empatado com Patrick Jeffers e Calvin Johnson)
- Mais  jogos com +10 recepções como novato: 4
- Mais  jogos com +10 recepções e +100 jardas como novato: 4
- Mais  jogos com +10 recepções, +100 jardas, 1 touchdown recepção: de 4 (empatado com Torry Holt)
- Mais  jogos com +125 jardas como novato: 6
- Mais  recepções em casa como novato: 52
- Mais jardas em qualquer mês como novato: 606 metros (dezembro de 2014)
- Média mais alta de jardas por jogo como novato: 108.8
- Único jogador na história da NFL a ter de +1.300 jardas, jogando em 12 ou menos jogos na temporada
- Único novato na história da NFL a ter +10 recepções em jogos consecutivos

## Vida Pessoal
Beckham tem um irmão mais novo, Kordell, e uma irmã mais nova, Jasmine. O pai de Beckham, Odell Beckham Sr., foi um running back de destaque na Marshall High School, e foi mencionado no livro de 1990 chamado Friday Night Lights: A Town, a Team, and a Dream. Beckham Sr. jogou como running back em LSU de 1989 a 1992.
A mãe de Beckham Jr., Heather Van Norman, também frequentou a LSU e praticou atletismo. Atualmente, ela é a treinadora da equipe de atletismo da Universidade Estadual de Nicholls. Depois da NFL Combine, Beckham planejou desafia-la para uma corrida de 40 jardas. 
Beckham Jr. é amigo do astro do Bayern de Munique, David Alaba, que também é seu jogador de futebol favorito.
Em 29 de janeiro de 2015, durante uma transmissão ao vivo da ESPN de Glendale, Arizona, casa do Super Bowl XLIX, Beckham, em parceria com o quarterback do New Orleans Saints, Drew Brees, tentou estabelecer um novo recorde mundial de recepção com apenas uma mão. Eles quebraram o recorde anterior ao completarem 33 passes. No entanto, essa conquista durou pouco, já que Andy Fantuz, wide receiver da CFL, registrou 50 recepções com apenas uma mão e estabeleceu o novo recorde mundial.

## Filmografia
| Ano  | Título          | Função    | Notas                 |
| ---- | --------------- | --------- | --------------------- |
| 2016 | Código De Preto | O próprio | Episódio: "Ave-Maria" |